# Via Dolorosa

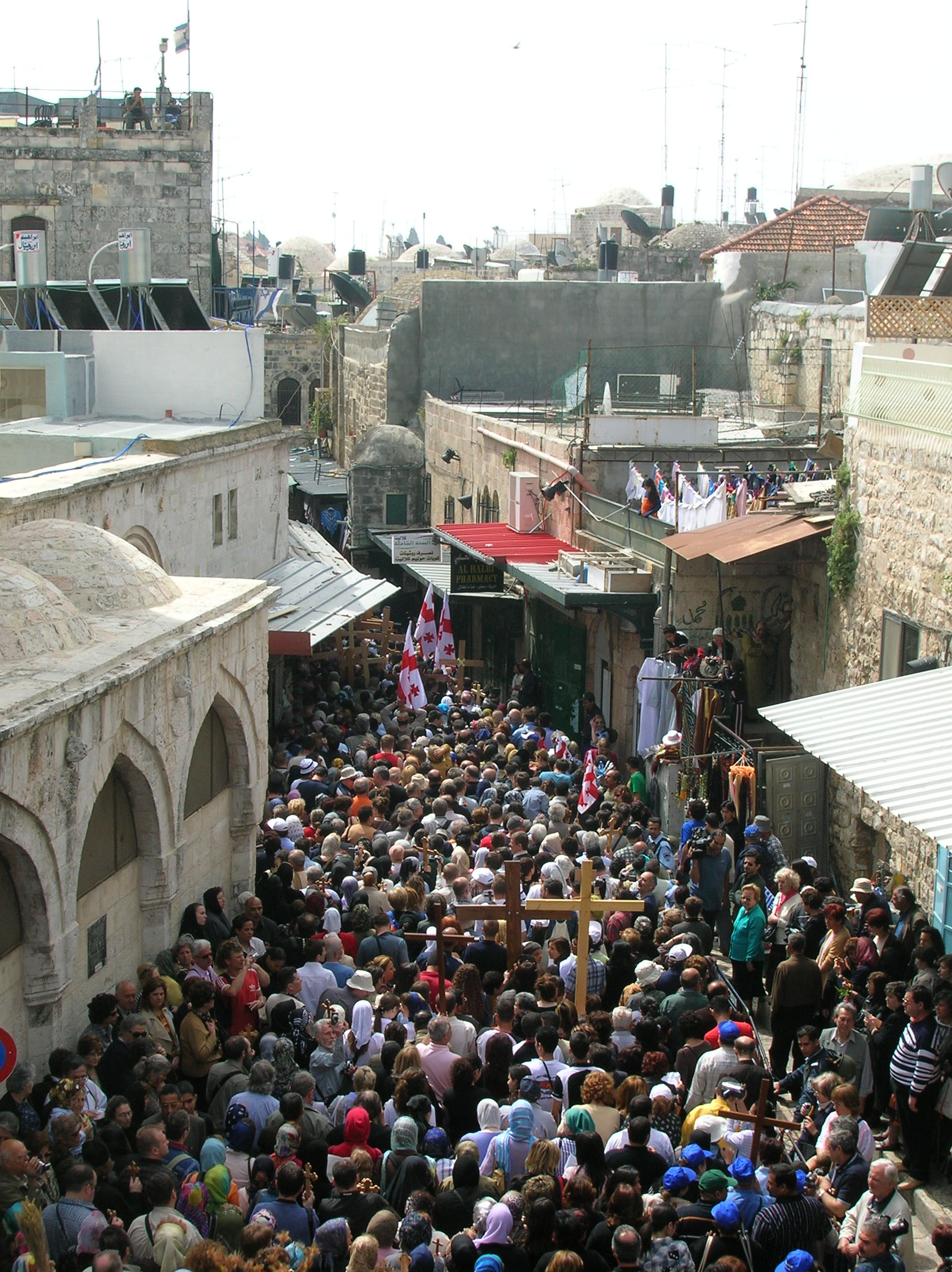
Orthodoxe kruiswegprocessie langs de Via Dolorosa op Goede Vrijdag

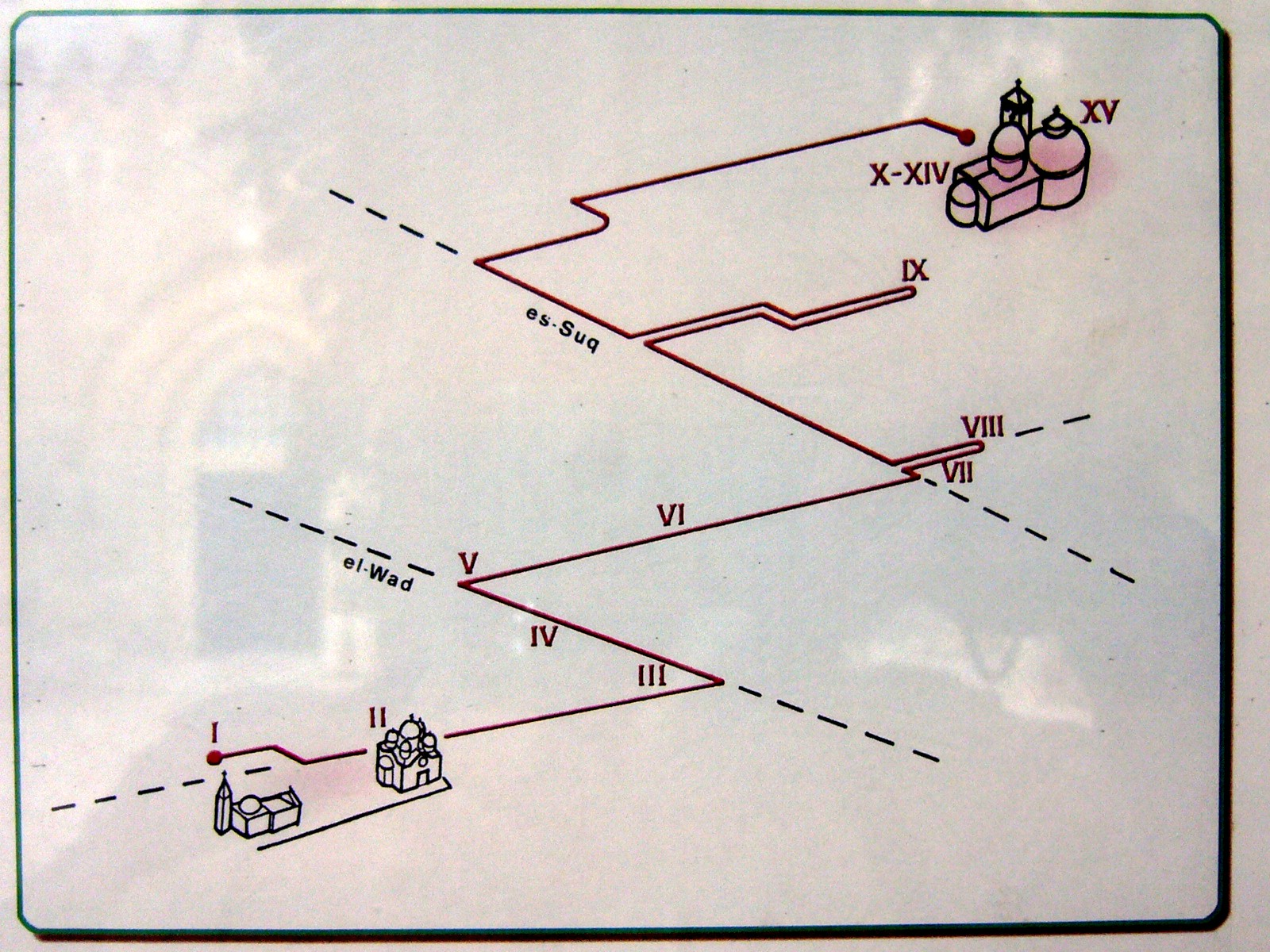
Schematische weergave

De Via Dolorosa (Latijn Lijdensweg) (Hebreeuws וִיה דולורוזה : Viah Dolorozah; Arabisch طريق الآلام : Tariq Al-Alam) is een straat in Jeruzalem. Hij loopt door de oude stad van de Leeuwen- of St. Stefanspoort naar de Heilig Grafkerk, die staat op de plaats waar Golgotha en het graf van Jezus zouden zijn geweest. Het oostelijke gedeelte van de straat heet Leeuwenpoortstraat. Hierna volgt de straat een gedeelte van de Tariq Al-Wad, die van de Damascuspoort naar de Mestpoort (bij de Westmuur) loopt. Het westelijke gedeelte van de straat bestaat vervolgens uit kronkelende, vaak door poorten en bogen overwelfde, straatjes.

## Christelijke traditie
Volgens de christelijke traditie werd Jezus na zijn veroordeling door Pontius Pilatus langs de Via Dolorosa naar de executieplaats Golgotha geleid. Historisch gezien zijn de precieze plaatsaanduidingen hiervan echter niet duidelijk.
Omdat Jezus tijdens het grootste gedeelte van deze tocht het kruis droeg, is de straat tegenwoordig ingericht als kruisweg. Van de veertien kruiswegstaties bevinden er zich acht langs de Via Dolorosa; de negende bevindt zich op het dak van de Heilig Grafkerk en de overige vijf bevinden zich in de kerk.
Het afleggen van de Via Dolorosa kan worden gezien als het symbolisch in de voetsporen treden van Jezus. Aangezien het stratenplan en het hoogteverschil in de stad in de afgelopen 2000 jaar aanzienlijk zijn veranderd, is het niet aannemelijk dat toenmalige weg dezelfde als de huidige is.
| Statie | Toelichting                                       | Afbeelding |
| ------ | ------------------------------------------------- | ---------- |
| I      | Jezus wordt ter dood veroordeeld.                 |            |
| II     | Jezus neemt het kruis op Zijn schouders.          |            |
| III    | Jezus valt voor de eerste maal onder het kruis.   |            |
| IV     | Jezus ontmoet Zijn Heilige Moeder.                |            |
| V      | Simon van Cyrene helpt Jezus het kruis te dragen. |            |
| VI     | Veronica droogt het aangezicht van Jezus af.      |            |
| VII    | Jezus valt voor de tweede maal.                   |            |
| VIII   | Jezus troost de wenende vrouwen.                  |            |
| IX     | Jezus valt voor de derde maal.                    |            |
| X      | Jezus wordt van Zijn klederen beroofd.            |            |
| XI     | Jezus wordt aan het kruis genageld.               |            |
| XII    | Jezus sterft aan het kruis.                       |            |
| XIII   | Jezus wordt van het kruis afgenomen.              |            |
| XIV    | Jezus wordt in het graf gelegd.                   |            |